# Haracz szarego dnia (film)
Haracz szarego dnia – polski film wojenny z 1983 roku w reżyserii Romana Wionczka. Adaptacja powieści Janusza Krasińskiego o tym samym tytule.
Zdjęcia kręcono w Warszawie (Most Poniatowskiego) i w Cieksynie (most) oraz na stacjach kolejowych Wkra w Józefowie i Sochaczew Miasto.

## Fabuła
Rok 1943. Trwa II wojna światowa. Grupa partyzantów, w skład której wchodzą między innymi młody poeta Gonczar, jego przyjaciel Włodek i Zosia, dostają rozkaz wysadzenia w powietrze mostu kolejowego, podczas przejazdu transportu wojskowego. Zadanie zostaje wykonane, jednak okupione wielkimi stratami.

## Obsada aktorska
- Jolanta Nowicka - Zofia
- Marek Wysocki - Tolek Gonczar "Tol"
- Bogusław Augustyn - Jaguar
- Leonard Andrzejewski -  Bahnschutz Heller
- Andrzej Chudy - Włodek Karolak
- Halina Kossobudzka - ciotka Gonczara
- Andrzej Krasicki -  Bahnschutz Wurt
- Piotr Krasicki - Ruczaj